# Выборы в Государственный совет Удмуртской Республики (2017)
Выборы депутатов Государственного совета Удмуртской Республики шестого созыва состоялись в Удмуртии 10 сентября 2017 года в единый день голосования, одновременно с выборами главы республики. Выборы прошли по смешанной избирательной системе: из 60 депутатов 30 были избраны по партийным спискам (пропорциональная система), остальные 30 — по одномандатным округам (мажоритарная система). Для попадания в госсовет по пропорциональной системе партиям необходимо преодолеть 5%-й барьер. Срок полномочий госсовета шестого созыва — пять лет.
На 1 января 2017 года в Удмуртии было зарегистрировано 1 196 016 избирателей
Председатель Центральной избирательной комиссии Удмуртской Республики — Виктор Кушко.

## Ключевые даты
- 6 июня Государственный совет Удмуртской Республики назначил выборы на 10 сентября 2017 года (единый день голосования).[3]
  - 10 июня постановление было опубликовано в СМИ.[4]
- 13 июня ЦИК Удмуртии утвердила календарный план мероприятий по подготовке и проведению выборов.[4]
- с 26 июня — период выдвижения кандидатов и списков.[4]
  - агитационный период начинается со дня выдвижения и заканчивается и прекращается за одни сутки до дня голосования.[4]
- по 31 июля — период представления документов для регистрации кандидатов и республиканских списков.[4]
- с 12 августа по 8 сентября — период агитации в СМИ.[4]
- 9 сентября — день тишины.[4]
- 10 сентября — день голосования.

## Участники

### Выборы по партийным спискам
Для регистрации партиям необходимо было собрать от 5980 до 6578 подписей (0,5 % от числа избирателей).
| 1 | Единая Россия                                                     | Александр Бречалов • Татьяна Ишматова • Алексей Прасолов | 30 | 106 | зарегистрирован                                             |
| 2 | Коммунистическая партия Российской Федерации                      | Владимир Бодров                                          | 30 | 72  | зарегистрирован                                             |
| 3 | Коммунистическая партия Коммунисты России                         | Юрий Мишкин                                              | 26 | 28  | зарегистрирован                                             |
| 4 | ЛДПР — Либерально-демократическая партия России                   | Владимир Жириновский • Тимур Ягафаров • Антон Кузнецов   | 29 | 61  | зарегистрирован                                             |
| 5 | Родина                                                            | Виктор Уланов • Наталья Кузнецова                        | 27 | 59  | зарегистрирован                                             |
| 6 | Справедливая Россия                                               | Фарид Юнусов • Ольга Черкасова • Джабраил Гаджикурбанов  | 29 | 77  | зарегистрирован                                             |
| | Партия Социальных Реформ — Прибыль от природных ресурсов — Народу | Александр Шерминский                                     | 26 | 27  | отказано в регистрации (неправильное оформление документов) |
| | Партия народной свободы                                           | Руслан Тимуршин • Олег Овчинников • Андрей Кунаев        | 16 | 19  | отказано в регистрации (не представлены подписи)            |
| | Партия Возрождения России                                         | Павел Бутченко • Сергей Злобин • Роман Санников          | 29 | 37  | отозван партией                                             |
| *Региональная группа соответствует одномандатному округу и должна включать от 1 до 5 кандидатов. Региональных групп должно быть от 15 до 30. |                                                                   |                                                          |    |     |                                                             |
| **Без учёта выбывших кандидатов. Общее число включённых в список кандидатов не может превышать 153 человека.                                 |                                                                   |                                                          |    |     |                                                             |

### Выборы по округам
По 30 одномандатным округам кандидаты могли выдвигаться как от партии, так и путём самовыдвижения. Кандидатам необходимо собрать 3 % подписей от числа избирателей соответствующего одномандатного округа.
| Партия | Партия                                       | Кандидатов | Кандидатов       |
| Партия | Партия                                       | Выдвинуто  | Зарегистрировано |
| ------ | -------------------------------------------- | ---------- | ---------------- |
|        | Единая Россия                                | 27         | 26               |
|        | Коммунистическая партия Российской Федерации | 28         | 28               |
|        | Коммунисты России                            | 23         | 17               |
|        | ЛДПР                                         | 25         | 25               |
|        | Партия возрождения России                    | 1          | 0                |
|        | Родина                                       | 7          | 7                |
|        | Родная Партия                                | 1          | 0                |
|        | Справедливая Россия                          | 22         | 19               |
|        | Самовыдвижение                               | 13         | 6                |
| Всего  | Всего                                        | 147        | 128              |

| №  | Округ              | Состав                                                                | Всего избирателей |
| -- | ------------------ | --------------------------------------------------------------------- | ----------------- |
| 1  | Буммашевский       | частично Индустриальный район города Ижевска                          | 41 907            |
| 2  | Индустриальный     | частично Индустриальный район города Ижевска                          | 40 081            |
| 3  | Азинский           | частично Ленинский район города Ижевска                               | 41 856            |
| 4  | Машиностроительный | частично Ленинский район города Ижевска                               | 42 237            |
| 5  | Металлургический   | частично Октябрьский район города Ижевска                             | 39 818            |
| 6  | Октябрьский        | частично Октябрьский район города Ижевска                             | 41 158            |
| 7  | Центральный        | частично Октябрьский, Индустриальный, Ленинский районы города Ижевска | 41 114            |
| 8  | Рабочий            | частично Первомайский район города Ижевска                            | 40 351            |
| 9  | Южный              | частично Первомайский район города Ижевска                            | 40 369            |
| 10 | Нефтяной           | частично Устиновский район города Ижевска                             | 40 487            |
| 11 | Автозаводский      | частично Устиновский район города Ижевска                             | 41 233            |
| 12 | Молодёжный         | частично Устиновский, Первомайский районы города Ижевска              | 41 189            |
| 13 | Майский            | частично город Воткинск                                               | 36 704            |
| 14 | Заречный           | частично город Воткинск                                               | 36 873            |
| 15 | Западный           | частично город Глазов                                                 | 35 877            |
| 16 | Левобережный       | частично город Глазов                                                 | 35 040            |
| 17 | Можгинский         | город Можга                                                           | 36 026            |
| 18 | Южный              | частично город Сарапул                                                | 37 043            |
| 19 | Северный           | частично город Сарапул                                                | 38 288            |
| 20 | Балезинский        | Балезинский район, Кезский район                                      | 46 575            |
| 21 | Воткинский         | Воткинский район, частично Завьяловский район                         | 36 624            |
| 22 | Глазовский         | Глазовский район, Юкаменский район, Ярский район                      | 36 748            |
| 23 | Завьяловский       | частично Завьяловский район                                           | 37 929            |
| 24 | Игринский          | Игринский район, Красногорский район                                  | 40 653            |
| 25 | Кизнерский         | Кизнерский район, Вавожский район, Сюмсинский район                   | 41 927            |
| 26 | Малопургинский     | Малопургинский район, Киясовский район                                | 33 922            |
| 27 | Можгинский         | Можгинский район, Алнашский район, Граховский район                   | 45 252            |
| 28 | Сарапульский       | Сарапульский район, Камбарский район, Каракулинский район             | 43 441            |
| 29 | Увинский           | Увинский район, Селтинский район                                      | 40 815            |
| 30 | Якшур-Бодьинский   | Якшур-Бодьинский район, Шарканский район, Дебёсский район             | 44 479            |

## Результаты

Явка на выборах по единому округу (слева) и одномандатным округам (справа).

| Партия                     | Партия                     | по единому округу | по единому округу | по единому округу | по единому округу | по единому округу | по одно- мандатным округам | по одно- мандатным округам | всего | всего | всего   | всего   |
| Партия                     | Партия                     | Голоса            | %                 | +/-               | Мест              | +/-               | Мест                       | +/-                        | Мест  | +/-   | %       | +/-     |
| -------------------------- | -------------------------- | ----------------- | ----------------- | ----------------- | ----------------- | ----------------- | -------------------------- | -------------------------- | ----- | ----- | ------- | ------- |
|                            | «Единая Россия»            | 260 356           | 63,16 %           | ▲9,97 %           | 23                | ▼6                | 24                         | ▼14                        | 47    | ▼20   | 78,33 % | ▲3,89 % |
|                            | КПРФ                       | 61 256            | 14,86 %           | ▼2,37 %           | 4                 | ▼5                | 1                          | ▼1                         | 5     | ▼6    | 8,33 %  | ▼3,89 % |
|                            | ЛДПР                       | 36 883            | 8,95 %            | ▼1,13 %           | 2                 | ▼4                | 0                          | ▬ 0                        | 2     | ▼4    | 3,33 %  | ▼3,34 % |
|                            | «Справедливая Россия»      | 27 074            | 6,57 %            | ▲1,50 %           | 1                 | ▬ 0               | 1                          | ▲1                         | 2     | ▲1    | 3,33 %  | ▲2,22 % |
|                            |                            |                   |                   |                   |                   |                   |                            |                            |       |       |         |         |
|                            | «Родина»                   | 7991              | 1,94 %            | —                 | 0                 | —                 | 0                          | —                          | 0     | —     | 0 %     | —       |
|                            | «Коммунисты России»        | 5954              | 1,44 %            | ▼0,87 %           | 0                 | ▬ 0               | 0                          | ▬ 0                        | 0     | ▬ 0   | 0 %     | ▬ 0 %   |
|                            | Самовыдвижение             |                   |                   |                   |                   |                   | 4                          | ▼1                         | 4     | ▼1    | 6,67 %  | ▲1,11 % |
| Действительные бюллетени   | Действительные бюллетени   | 399 514           | 96,91 %           | ▼0,38 %           |                   |                   |                            |                            |       |       |         |         |
| Недействительные бюллетени | Недействительные бюллетени | 12 735            | 3,09 %            | ▲0,38 %           |                   |                   |                            |                            |       |       |         |         |
| Всего                      | Всего                      | 412 249           | 100 %             | —                 | 30                | ▼15               | 30                         | ▼15                        | 60    | ▼30   | 100 %   | —       |
|                            |                            |                   |                   |                   |                   |                   |                            |                            |       |       |         |         |
| Явка                       | Явка                       | 412 249           | 34,54 %           | ▼6,64 %           |                   |                   |                            |                            |       |       |         |         |
| Общее число избирателей    | Общее число избирателей    | 1 193 602         |                   |                   |                   |                   |                            |                            |       |       |         |         |